# Rabča
Rabča (ungarisch Rabcsa; älter auch Rapcsa) ist eine große Gemeinde im Okres Námestovo innerhalb des Žilinský kraj in der Slowakei.

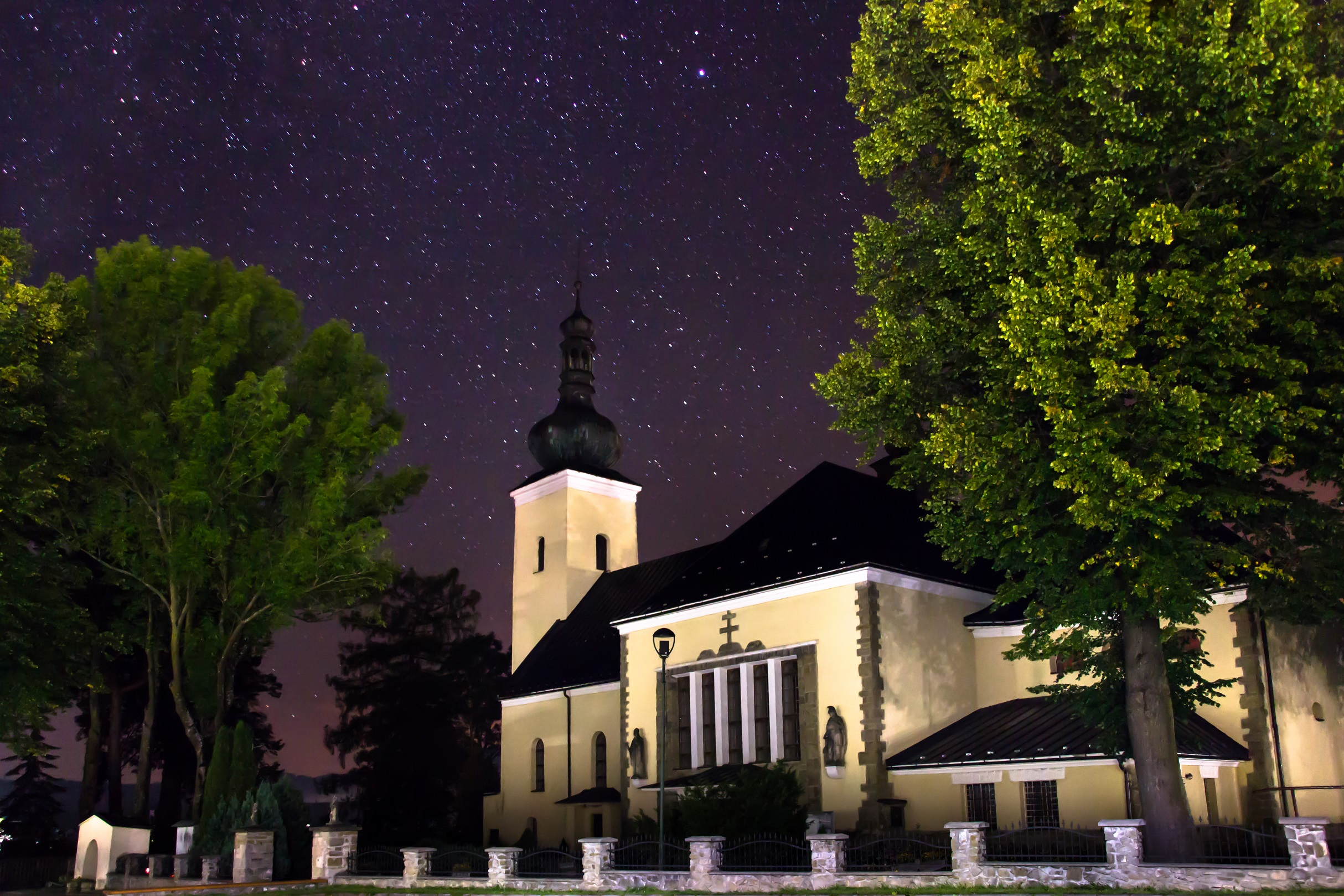
Kirche

Der Ort liegt im Bergland Podbeskydská vrchovina in den Beskiden am Flüsschen Polhoranka, zwischen dem Berg Babia hora im Nordwesten und dem etwa zehn Kilometer südlich gelegenen Arwa-Stausee. Die Stadt Námestovo ist zehn Kilometer Richtung Süden entfernt.
Rabča wurde zum ersten Mal 1550 auf einer Karte als Rapcia erwähnt und wird vier Jahre später als ein wallachisches Dorf ausgewiesen. Wegen seiner Lage an einer königlichen Straße nach Polen und seiner Grenznähe und wurde der Ort mehrmals geplündert oder gar niedergebrannt, etwa im Jahr 1604. Im Jahr 1608 musste das Dorf daher durch die Familie Thurzo wieder angesiedelt werden. Die Bevölkerung befasste sich mit der Vieh- und Schafzucht, Holzwirtschaft, Weberei und Landwirtschaft, die jedoch auf Grund nicht fruchtbarer Böden und klimatischer Verhältnisse nur wenig produktiv war.
Bis heute wird von der örtlichen, insbesondere älteren Bevölkerung der goralische Dialekt gesprochen.
Seit 2012 ist Rabča Partnerstadt der hessischen Gemeinde Wölfersheim im Norden Frankfurts.

## Bevölkerung
| Jahr                | 1994 | 2004     | 2014     | 2024     |
| ------------------- | ---- | -------- | -------- | -------- |
| Anzahl der Personen | 3848 | 4360     | 4857     | 5402     |
| Unterschied         |      | +13,30 % | +11,39 % | +11,22 % |

| Jahr                | 2023 | 2024    |
| ------------------- | ---- | ------- |
| Anzahl der Personen | 5336 | 5402    |
| Unterschied         |      | +1,23 % |